# إلياس دريش
إلياس دريش (1928 - 2001) سياسي جزائري ينحدر من سوق الحد في منطقة القبائل أثناء فترة الاحتلال الفرنسي للجزائر. ناضل في صفوف حزب الشعب الجزائري ثم حركة انتصار الحريات الديمقراطية.

## سيرة
كان من المناضلين النشيطين والثقاة على مستوى العاصمة وهو أحد أعضاء لجنة ال22 الجزائرية. اجتمعت هذه اللجنة في منزله يوم 23 جوان 1954 وكانت أهم النقاط المطروحة في هذا الأجتماع
- شرح وضعية المجتمعين ضمن اللجنة الثورية للوحدة والعمل وموقفهم من اللجنة المركزية
- الحرب في كل من تونس والمغرب
- استعراض تاريخ المنظمة الخاصة منذ انشائها إلى تاريخ حلها
- العمل المنجز من طرف المنظمة الخاصة
- أزمة حزب حركة انتصار الحريات الديمقراطية

## ثورة تحرير الجزائر
قام «إلياس دريش»، وهو حفيد «القايد محمد دريش»، باستضافة اجتماع اللجنة الثورية للوحدة والعمل أو «مجموعة الاثنين والعشرين» في فيلاه الكائنة في بلدية المدنية (بالفرنسية: Clos-Salembier) بتاريخ 25 جوان 1954م داخل مدينة الجزائر.
ففي الفيلا المتواضعة للمناضل «إلياس دريش» اجتمع اثنان وعشرون جزائريا صوتوا لصالح الثورة التحريرية غير المحدودة إلى غاية الاستقلال الكامل للجزائر عن فرنسا. وكانوا جميعا من المناضلين القدامى في المنظمة الخاصة الذين تم استدعاؤهم في النصف الثاني من شهر جوان 1954 لهذا الاجتماع الحاسم.
وينحدر الكثير من هؤلاء المناضلين من عائلات كان فيها قياد وباشاغاوات، كما كانوا قد تعلموا في مدارس جمعية العلماء المسلمين الجزائريين
وكان «إلياس دريش» صديقا حميما للمناضل زبير بوعجاج، كما كان مناضلا قديما في حركة انتصار الحريات الديمقراطية قام باستغلال سمعة عائلته «دريش» لنسج شبكة ثورية سرية في منطقة القبائل المنخفضة.
فرحب في صبيحة ذلك اليوم بمحمد بوضياف الذي كان «المسؤول الثوري» في الجزائر العاصمة، وأعد وجبة للمشاركين في الاجتماع التاريخي.
وعند منتصف النهار، دعا صاحب المنزل «إلياس دريش» الحاضرين إلى تناول طبق الكسكسي، وبعد استراحة قصيرة، عادوا إلى العمل.